# 加藤茶
加藤茶（日语：加藤 ちゃ，本名：加藤英文，1943年3月1日—），日本东京都世田谷区出身，著名喜剧演员，外号「加藤议员」，日本已故喜剧演员志村健早年為其助理，早年縱橫日本演藝圈，過去他商演一場價碼高達1800萬日元，一年下來多達70至80場，年收入14億日元，加上主持的長壽節目《8點囉！全員集合》也相當知名，他巔峰時期至少賺進140億日元，70歲時娶了23歲嫩妻綾菜。
與志村健同为著名樂團漂流者成员，加藤担任鼓手，此外，加藤亦经常客串志村健的搞笑节目。